# Episodi di Ellen (terza stagione)
La terza stagione della serie televisiva Ellen è stata trasmessa in anteprima negli Stati Uniti d'America dalla ABC tra il 13 settembre 1995 e il 21 maggio 1996.
| nº | Titolo originale                    | Titolo italiano | Prima TV USA      | Prima TV Italia |
| -- | ----------------------------------- | --------------- | ----------------- | --------------- |
| 1  | Shake, Rattle and Rubble            |                 | 13 settembre 1995 |                 |
| 2  | These Successful Friends of Mine    |                 | 20 settembre 1995 |                 |
| 3  | The Shower Scene                    |                 | 27 settembre 1995 |                 |
| 4  | The Bridges of L.A. County          |                 | 4 ottobre 1995    |                 |
| 5  | Hello, I Must Be Going              |                 | 18 ottobre 1995   |                 |
| 6  | Trick or Treat - Who Cares?         |                 | 1º novembre 1995  |                 |
| 7  | She Ain't Friendly, She's My Mother |                 | 8 novembre 1995   |                 |
| 8  | Salad Days                          |                 | 15 novembre 1995  |                 |
| 9  | The Movie Show                      |                 | 22 novembre 1995  |                 |
| 10 | What's Up, Ex-Doc?                  |                 | 29 novembre 1995  |                 |
| 11 | Ellen's Choice                      |                 | 6 dicembre 1995   |                 |
| 12 | Do You Fear What I Fear?            |                 | 20 dicembre 1995  |                 |
| 13 | Horschak's Law                      |                 | 3 gennaio 1996    |                 |
| 14 | Morgan, P.I.                        |                 | 10 gennaio 1996   |                 |
| 15 | Oh, Sweet Rapture                   |                 | 24 gennaio 1996   |                 |
| 16 | Witness                             |                 | 7 febbraio 1996   |                 |
| 17 | Ellen: With Child                   |                 | 14 febbraio 1996  |                 |
| 18 | Lobster Diary                       |                 | 21 febbraio 1996  |                 |
| 19 | Two Ring Circus                     |                 | 28 febbraio 1996  |                 |
| 20 | A Penney Saved...                   |                 | 13 marzo 1996     |                 |
| 21 | Too Hip for the Room                |                 | 20 marzo 1996     |                 |
| 22 | Two Mammograms and a Wedding        |                 | 3 aprile 1996     |                 |
| 23 | Go Girlz                            |                 | 1º maggio 1996    |                 |
| 24 | When the Vow Breaks (Part 1)        |                 | 8 maggio 1996     |                 |
| 25 | The Tape                            |                 | 14 maggio 1996    |                 |
| 26 | When the Vow Breaks (Part 2)        |                 | 15 maggio 1996    |                 |
| 27 | The Mugging                         |                 | 21 maggio 1996    |                 |